# Felice Matteucci

Sfioratori a stramazzo per moderare le piene (1875)

Felice Matteucci (ur. 12 lutego 1808 w Lukce, zm. 13 września 1887 w Capannori) – włoski naukowiec, współodkrywca (razem z Eugeniem Barsantim) silnika o spalaniu wewnętrznym.